# کوه زویژدا
کوه زویژدا (به صربی: Zvijezda) یک کوه در صربستان است که در Serbia / Bosnia and Herzegovina واقع شده‌است. کوه زویژدا ۱٬۶۷۳ متر بالاتر از سطح دریا واقع شده‌است.